# Божениці
Божениці (пол. Bożenice, нім. Bosens) — село в Польщі, у гміні Полянув Кошалінського повіту Західнопоморського воєводства.